# احمدكشته داربادام (مقاطعة غيلانغرب)
احمدكشته‌داربادام (بالفارسية: احمدکشته‌داربادام) هي قرية تقع في كرمانشاه في إيران.